# Maiskoje (Kaliningrad, Bagrationowsk)
Maiskoje (russisch Майское, deutsch Groß Bajohren (1938–1945 Baiersfelde) und Packerau, Kreis Preußisch Eylau) ist der gemeinsame Name zweier ursprünglich eigenständiger Orte in der russischen Oblast Kaliningrad (Gebiet Königsberg (Preußen)) innerhalb der Niwenskoje selskoje posselenije (Landgemeinde Niwenskoje (Wittenberg)) im Rajon Bagrationowsk (Kreis Preußisch Eylau).

## Geographische Lage
Maiskoje liegt nordwestlich der Rajons- und früheren Kreisstadt Bagrationowsk (Preußisch Eylau) am südlichen Ufer des Frisching (russisch: Prochladnaja) an einer Nebenstraße, die Niwenskoje (Wittenberg) und Wladimirowo (Tharau) mit Slawskoje (Kreuzburg) und Pogranitschnoje (Hussehnen) verbindet. Eine Bahnanbindung besteht über Wladimirowo an der Bahnstrecke von Kaliningrad (Königsberg) nach Bagrationowsk (Teilstück der früheren Ostpreußischen Südbahn).

## Geschichte

### Bis 1945

#### Maiskoje/Groß Bajohren (Baiersfelde)
Das ehemals Groß Bajohren genannte Gutsdorf liegt 21 Kilometer von Bagrationowsk (Preußisch Eylau) entfernt, unmittelbar an der Straße von Niwenskoje (Wittenberg) nach Slawskoje (Kreuzburg). Zwischen 1874 und 1945 war der Ort in den Amtsbezirk Tharau (heute russisch: Wladimirowo) im Landkreis Preußisch Eylau im Regierungsbezirk Königsberg der preußischen Provinz Ostpreußen eingegliedert. Im Jahre 1910 lebten hier 108 Menschen.
Am 30. September 1928 gab Groß Bajohren seine Eigenständigkeit auf, indem es sich mit der Landgemeinde Tharau (heute russisch: Wladimirowo) und den Gutsbezirken Ernsthof (russisch bis 1992: Krasnopartisanskoje, seit 1993 Wladimirowo) sowie Tharau zur neuen Landgemeinde Tharau (Wladimirowo) zusammenschloss. Am 3. Juni 1938 (offiziell bestätigt am 16. Juli 1938) erfolgte aus politisch-ideologischen Gründen die Umbenennung des Ortes in „Baiersfelde“.
Infolge des Zweiten Weltkrieges kam das Dorf mit den beiden Ortsteilen Grünhof (russisch: Kunzewo) und Klein Bajohren (beide heute nicht mehr existent) innerhalb des nördlichen Ostpreußens zur Sowjetunion und erhielt 1950 die russische Bezeichnung „Maiskoje“.

#### Maiskoje/Packerau
Etwa zwei Kilometer südwestlich von Maiskoje/Groß Bajohren liegt die einst Packerau genannte Landgemeinde, 22 Kilometer von Bagrationowsk (Preußisch Eylau) entfernt und über einen direkten Zubringer von der Nebenstraße Niwenskoje (Wittenberg) – Slawskoje (Kreuzburg) erreichbar. Anders als Groß Bajohren war Packerau zwischen 1874 und 1945 in den Amtsbezirk Arnsberg (heute russisch: Pobeda) eingegliedert, der aber auch zum Landkreis Preußisch Eylau im Regierungsbezirk Königsberg der preußischen Provinz Ostpreußen gehörte.
Im Jahre 1910 waren in Packerau 188 Einwohner registriert, 1933 waren es bereits 202 und 1939 schon 231.
1945 kam auch Packerau mit dem nördlichen Ostpreußen zur Sowjetunion.

### Seit 1946
Die beiden unter dem russischen Namen Maiskoje zusammengefassten Ortschaften waren bis zum Jahr 2009 in den Wladimirowski sowjet (Dorfsowjet Wladimirowo (Tharau)) eingegliedert. Danach kam Maiskoje aufgrund einer Struktur- und Verwaltungsreform als „Siedlung“ (russisch: possjolok) qualifizierte Ortschaft zur Niwenskoje selskoje posselenije (Landgemeinde Niwenskoje (Wittenberg)) im Rajon Bagrationowsk.

## Kirche
Die Einwohner von Groß Bajohren (Baiersfelde) und Packerau waren vor 1945 fast ausschließlich evangelischer Konfession. Beide Orte waren in das Kirchspiel Tharau (heute russisch: Wladimirowo) eingepfarrt, das zum Kirchenkreis Preußisch Eylau (Bagrationowsk) innerhalb der Kirchenprovinz Ostpreußen der Kirche der Altpreußischen Union gehörte. Letzter deutscher Geistlicher war Pfarrer Willy Rosenfeld.
Heute liegt Maiskoje im Einzugsbereich der evangelisch-lutherischen Dorfkirchengemeinde in Gwardeiskoje (Mühlhausen). Sie ist Filialkirche der Auferstehungskirche in Kaliningrad (Königsberg) innerhalb der Propstei Kaliningrad der Evangelisch-lutherischen Kirche Europäisches Russland (ELKER).